# Ziemowit Szczerek

Ziemowit Cyprian Szczerek (Radom, 1978. április 10. –) lengyel újságíró, író és műfordító. A Polityka és a Nowa Europa Wschodnia folyóiratok munkatársa.

## Életrajza
Ziemowit Szczerek Marian Szczerek mérnök és tribológia professzor fia. Jogi diplomát szerzett a Jagelló Egyetemen és posztgraduális politikatudományból. Varsóban és Krakkóban él.
Különféle, főleg krakkói politológiai folyóiratokban és újságokban kezdett publikálni, köztük a Nowa Europa Wschodniaban, az angol nyelvű New Eastern Europe-ban, a Politykaban, a Gazeta Wyborczaban és a Tygodnik Powszechnyben. További cikkei olyan weboldalakon jelentek meg, mint az interia.pl Lengyelországban, majd később a Zbrucz.eu és a Zaxid.net Ukrajnában.
Thymn Chase-szel együtt 2011–2012-ben saját ZaWschód (Keleti) című rádióműsorát vezette a krakkói rádió 100.5fm rádióállomásán, amely nyugati dalok keleti feldolgozásait mutatta be.
Szczereket 2013 decemberében jelölték a Paszportów Polityki irodalmi díjára. A Paszport „Polityki” 2013-as nyertese az irodalom kategóriában egy perverz és csodálatosan megírt könyvért, amely megmutatja, hogy egyetlen utazás sem ártatlan, különösen a keleti utazás. 2016-ban a Nike Irodalmi Díjra (Nagroda Literacka „Nike”) jelölték a Czarne Kiadó gondozásában megjelent Tatuaż z tryzubem (Tetoválás háromágú szigonnyal) című könyvéért.
2021 februárjában kezdett dolgozni a Halo.Radio internetes rádiónál, amelynek állandó rovatvezetője.

## Művei
Érdekli Kelet-Európa, az alternatív történelem, a Gonzó újságírás, valamint az utazási irodalom és újságírás.
Ő a szerzője többek között Hunter S. Thompson The Kentucky Derby Decadent and Depraved című könyvének első lengyel fordításának, számos politikatudományi (az európai szeparatizmusokkal és regionalizmusokkal foglalkozó) tudományos publikációnak, valamint a „Paczka Radomskich” című könyv társszerzője. Szczerek az ultraszubjektív ironikus ábrázolásnak azt a formáját vette fel, amely eleinte egyetértésre inspirálja az olvasót a megfigyelésekkel és értékelésekkel, majd kétségekre és elmélkedésekre késztet, hogy véget vessen a Kelet-Európával kapcsolatos, széles körben elterjedt nyugati előítéleteknek és sztereotípiáknak, mint pl.: "Vad Kelet”.
Van még egy fikciós riportja Ukrajnáról, a Przyjdzie Mordor i nas zje (Mordor jön és megesz minket) című könyve, valamint a Rzeczpospolita zwycięska (Győzött a Köztársaság), amely Lengyelország alternatív története esszé formájában (Wydawnictwo Znak, 2013). Mindkét könyv számos pozitív kritikát kapott, többek között a Onet.pl, Interia.pl, Kulturyonline.pl, a Polityka, Przekrój, Lamp és még sok más oldalon). A Przyjdzie Mordor i nas zje (Mordor Will Come and Eat Us) című könyvet jelölték a 2014-es Nike Irodalmi Díjra (Nagroda Literacka „Nike”).
Ziemowit Szczerek emellett számos interjú, irodalmi riport és novella szerzője, többek között, a Tygodnik Powszechny, Nowa Europa Wschodnia (Új Kelet-Európa), New Eastern Europe, Lampie (Lámpa, kulturális havilap) szerzője, valamint rendszeres rovatvezetője a Ha!Art portálnak is.
A 2013 tavaszán megjelent Jön Mordor és felfal minket, avagy a szlávok titkos története című első gonzo-regényét, az Ukrajnát átszelő fiktív utazási beszámolót Andrij Bondar ukrán író azonnal lefordította ukránra.
2015-ben jelent meg Siódemka (Hét) című könyve.
Szczerek 2015-ben kiadta a Tetoválás trizubbal című kötetet, amelyben az ukrán nacionalizmussal kapcsolatos sztereotípiákat piszkálja meg. Áttérve az ukrán témára, amelyhez úgy érzi, mint sok lengyel, akiknek családját elűzték Kelet-Galíciából vagy letelepítették a második világháború után, három másik könyvet szentelt a lengyel élet abszurditásainak: Rzeczpospolita zwycięska ( 2013 ), amely Lengyelország alternatív történetét kínálja a második világháborútól napjainkig, a Siódemka (2014), amely a lengyel autópályát követi Krakkótól Varsóig, és legutóbb az Międzymorze. Podróże przez prawdziwą i wyobrażoną Europę Środkową (Földszoros. Utazások a valós és képzelt Közép-Európában – 2017), ahol Szentpétervár és Isztambul, a Donbasz és Rügen szigete között mozog. Debütálása azonban a Paczka radomskich (2010) című novellagyűjtemény volt, amelyet Marcin Kępával együtt írt.

## Díjak és jelölések
- 2014 – A Paszport „Polityki” nyertese az "Irodalom" kategóriában a Jön Mordor és felfal minket, avagy a szlávok titkos története című könyvért[12]
- 2014 – A Hónap Krakkó könyve díj nyertese a Jön Mordor és felfal minket, avagy a szlávok titkos története című könyvért[13]
- 2014 – Jelölés a Nike Irodalmi Díjra a Jön Mordor és felfal minket, avagy a szlávok titkos története című könyvért[14]
- 2015 – „Angelus” Közép-Európai Irodalmi Díj jelölése a Siódemka című könyvért[15]
- 2016 – Jelölés a Nike Irodalmi Díjra a Tatuaż z tryzubem című könyvért[16]
- 2016 – A Tetoválás tryzubbal című könyv jelölése a Megfigyelő díjra a közvetítő népszavazáson[16]
- 2017 – jelölés a Beata Pawlakról(wd) elnevezett díjra a Międzymorze. Podróże przez prawdziwą i wyobrażoną Europę Środkową című könyvért[17]
- 2017 – Jelölés a sziléziai Wawrzyn Literacki-díjra a Międzymorze. Utazások a valós és képzelt Közép-Európában című könyvért[18]
- 2019 – Radom város irodalmi díjának nyertese az „Irodalmi könyv” kategóriában a Siwy dym albo pięć cywilizowanych plemion című könyvért[19]
- 2021 – A "Kryminalna Warszawa" Fesztivál Grand Prix nyertese a Cham z kulą w głowie című könyvéért[20]
- 2021 – A Jerzy Żuławski(wd) Irodalmi Díj nyertese a Cham z kulą w głowie című könyvért[21]

## Főbb művei
- Paczka radomskich, 2010 (Marcin Kępával együtt)
- Przyjdzie Mordor i nas zje, czyli tajna historia Słowian, 2013 (Jön Mordor és megesz minket, avagy a szlávok titkos története)
- Rzeczpospolita zwycięska, 2013
- Siódemka, 2014
- Mur. 12 kawałków o Berlinie (Fal. 12 darab Berlinről), 2015 (Kają Puto-val(wd))
- Hawaikum. W poszukiwaniu istoty piękna, 2015
- Tatuaż z tryzubem (Tetoválás tryzubbal(wd)[11]), 2015
- Międzymorze. Podróże przez prawdziwą i wyobrażoną Europę Środkową (Földszoros. Utazások a valós és képzelt Közép-Európában), 2017
- Siwy dym albo pięć cywilizowanych plemion (Szürke füst avagy az öt civilizált törzs), 2018
- Via Carpatia. Podróże po Węgrzech i Basenie Karpackim (Via Carpatia. Utazások Magyarországon és a Kárpát-medencében), 2019
- Cham z kulą w głowie (Cham golyóval a fejében, krimi), 2020
- Kolejna alternatywna historia Polski (Lengyelország másik alternatív története), 2021
- Wymyślone miasto Lwów, 2022

### Magyarul
- Jön Mordor és felfal minket, avagy a szlávok titkos története (Przyjdzie Mordor i nas zje, czyli Tajna historia Słowian) – Typotex, Budapest, 2016 · ISBN 9789632798769 · fordította: Körner Gábor
- Via Carpatia avagy Csavargások Magyarországon és a Kárpát-medencében; ford. Grozdits Antal; &, Budapest, 2022 ISBN 9786156402011

## Fordítás
- Ez a szócikk részben vagy egészben  a   Ziemowit Szczerek című lengyel Wikipédia-szócikk fordításán alapul.  Az eredeti cikk szerkesztőit annak laptörténete sorolja fel. Ez a jelzés csupán a megfogalmazás eredetét és a szerzői jogokat jelzi, nem szolgál a cikkben szereplő információk forrásmegjelöléseként.